# کمپین ریاست‌جمهوری راس پرو، ۱۹۹۲
کمپین ریاست‌جمهوری راس پرو، ۱۹۹۲ (انگلیسی: Ross Perot 1992 presidential campaign) کمپینی بود که راس پرو، تاجر آمریکایی، برای شرکت در انتخابات ریاست جمهوری ۱۹۹۲ ایالات متحده آمریکا آغاز کرد. او به صورت مستقل و غیرحزبی در این انتخابات شرکت کرد و رقبای او بیل کلینتون و جورج اچ دبلیو بوش بودند.